# Національне антикорупційне бюро України
Націона́льне антикорупці́йне бюро́ Украї́ни (НАБУ) — центральний орган виконавчої влади із спеціальним статусом, на який покладається попередження, виявлення, припинення, розслідування та розкриття корупційних та інших кримінальних правопорушень, віднесених до його підслідності[⇨], а також запобігання вчиненню нових.
Утворене Президентом України 16 квітня 2015 року на чолі з директором Артемом Ситником, Бюро займається протидією корупційним та іншим кримінальним правопорушенням, які вчинені вищими посадовими особами та становлять загрозу національній безпеці. Бюро розслідує корупційні справи, до яких причетні держслужбовці категорії «А».
6 березня 2023 року новим Директором НАБУ призначено Семена Кривоноса.

## Історія
Створення Бюро було програмним пунктом Коаліційної угоди парламентської більшості у Верховній Раді України 8-го скликання та вимогою Міжнародного валютного фонду. Метою створення було подолання Корупції,  що завжди залишалася однією з найсерйозніших проблем України.
Ініціатори законопроєкту споідвались, що одним зі шляхів покращення ситуації є інституційна реформа органів, що здійснюють досудове розслідування та кримінальне переслідування у справах про корупційні злочини. Тому парламентом було схвалено створення нового автономного органу (поза системою існуючих правоохоронних органів), основною функцією якого є виявлення та розслідування корупційних злочинів, що становлять особливу суспільну небезпеку. Таким органом стало Національне антикорупційне бюро. Його створення передбачалося Законом України «Про Національне антикорупційне бюро України», ухваленим 14 жовтня 2014 року. На етапі законопроєкту він мав назву «Про систему спеціально уповноважених суб'єктів у сфері протидії корупції». Закон набрав чинності 25 січня 2015 року. Завданням Національного бюро є протидія кримінальним корупційним правопорушенням, які вчинені вищими посадовими особами, уповноваженими на виконання функцій держави або місцевого самоврядування, та становлять загрозу національній безпеці.

### Діяльність
Про подальшу діяльність НАБУ див. Діяльність Національного антикорупційного бюро України
Найбільш гучними справами, розслідуваними НАБУ є справи ПАТ «Укргазвидобування» (2016),  голови ДФС Р. Насірова (2017), "Справа про рюкзаки Авакова" (2017), експершого заступника секретаря РНБО Олега Гладковського (2019), отримання хабаря головою Верховного Суду В. Князєвим, схему заволодіння нафтопродуктами організовану С.Пашинським (2024). За висновками експертів станом на травень 2025 робота НАБУ була визнана "помірно ефективною". Кількість обвинувальних актів, складених НАБУ в 2024 досягла 113 щодо 232 осіб, кількість обвинувальних вироків у 2024 досягла 90 при 2 виправдувальних.

### Обмеження повноважень
22 липня 2025 року Верховна Рада прийняла Закон 12414, що обмежує повноваження НАБУ, а саме  надає Генеральному прокурору повноваження передавати справи, що перебувають у підслідності НАБУ, іншим органам, якщо вважатиме дії НАБУ неефективними, надавати письмові накази співробітникам НАБУ, визначатиме підслідність антикорупційних справ, матиме доступ до всіх матеріалів НАБУ, матиме повноваження закривати кримінальні справи, де підозрюваними виступають найвищі посадовці. Прийняття цього закону викликало хвилю акцій протесту в Україні, стурбованість Єврокомісії та представників окремих країн ЄС.  

## Повноваження

### Обов'язки
Національне бюро:
1. здійснює оперативно-розшукові заходи;
2. здійснює досудове розслідування кримінальних правопорушень, віднесених законом до його підслідності[⇨], а також інших, визначених законом;
3. проводить перевірку на доброчесність осіб, уповноважених на виконання функцій держави або місцевого самоврядування;
4. вживає заходів щодо розшуку та арешту коштів та іншого майна, які можуть бути предметом конфіскації, здійснює діяльність щодо зберігання коштів та іншого майна, на яке накладено арешт;
5. взаємодіє з іншими державними органами, органами місцевого самоврядування та іншими суб'єктами для виконання своїх обов'язків;
6. здійснює інформаційно-аналітичну роботу;
7. забезпечує особисту безпеку працівників Національного бюро та інших визначених законом осіб;
8. забезпечує на умовах конфіденційності та добровільності співпрацю із особами, які повідомляють про корупційні правопорушення;
9. звітує про свою діяльність та інформує суспільство про результати своєї роботи;
10. здійснює міжнародне співробітництво[10].

### Права
Права Національного бюро та його працівників детально описані у статті 17 відповідного Закону.
У жовтні 2019 року Бюро отримало право вести автономне від СБУ прослуховування фігурантів кримінальних справ, а також упорядковано прийняття на роботу негласних співробітників.

## Підслідність
| Стаття КК | Стаття КК | Хоча б за однієї з таких умов:  | Хоча б за однієї з таких умов:                                                   | Хоча б за однієї з таких умов:      |
| --------- | --- | ------------------------------- | -------------------------------------------------------------------------------- | ----------------------------------- |
| 191       | Привласнення, розтрата майна або заволодіння ним шляхом зловживання службовим становищем | Злочин вчинено високопосадовцем | Розмір предмета злочину або завданої ним шкоди ≥ 500 мінімальних заробітних плат |                                     |
| 2062      | Протиправне заволодіння майном підприємства, установи, організації | Злочин вчинено високопосадовцем | Розмір предмета злочину або завданої ним шкоди ≥ 500 мінімальних заробітних плат |                                     |
| 209       | Легалізація (відмивання) доходів, одержаних злочинним шляхом | Злочин вчинено високопосадовцем | Розмір предмета злочину або завданої ним шкоди ≥ 500 мінімальних заробітних плат |                                     |
| 210       | Нецільове використання бюджетних коштів, здійснення видатків бюджету чи надання кредитів з бюджету без встановлених бюджетних призначень або з їх перевищенням | Злочин вчинено високопосадовцем | Розмір предмета злочину або завданої ним шкоди ≥ 500 мінімальних заробітних плат |                                     |
| 211       | Видання нормативно-правових актів, що зменшують надходження бюджету або збільшують витрати бюджету всупереч закону | Злочин вчинено високопосадовцем | Розмір предмета злочину або завданої ним шкоди ≥ 500 мінімальних заробітних плат |                                     |
| 354       | Підкуп працівника підприємства, установи чи організації (стосовно працівників юридичних осіб публічного права) | Злочин вчинено високопосадовцем | Розмір предмета злочину або завданої ним шкоди ≥ 500 мінімальних заробітних плат |                                     |
| 364       | Зловживання владою або службовим становищем | Злочин вчинено високопосадовцем | Розмір предмета злочину або завданої ним шкоди ≥ 500 мінімальних заробітних плат |                                     |
| 3662      | Декларування недостовірної інформації | Злочин вчинено високопосадовцем | Розмір предмета злочину або завданої ним шкоди ≥ 500 мінімальних заробітних плат |                                     |
| 3663      | Неподання суб'єктом декларування декларації особи, уповноваженої на виконання функцій держави або місцевого самоврядування | Злочин вчинено високопосадовцем | Розмір предмета злочину або завданої ним шкоди ≥ 500 мінімальних заробітних плат |                                     |
| 368       | Прийняття пропозиції, обіцянки або одержання неправомірної вигоди | Злочин вчинено високопосадовцем | Розмір предмета злочину або завданої ним шкоди ≥ 500 мінімальних заробітних плат |                                     |
| 3685      | Незаконне збагачення | Злочин вчинено високопосадовцем | Розмір предмета злочину або завданої ним шкоди ≥ 500 мінімальних заробітних плат |                                     |
| 369       | Пропозиція, обіцянка або надання неправомірної вигоди службовій особі | Злочин вчинено високопосадовцем | Розмір предмета злочину або завданої ним шкоди ≥ 500 мінімальних заробітних плат | Злочин вчинено щодо високопосадовця |
| 3692      | Зловживання впливом | Злочин вчинено високопосадовцем | Розмір предмета злочину або завданої ним шкоди ≥ 500 мінімальних заробітних плат | Злочин вчинено щодо високопосадовця |
| 410       | Викрадення, привласнення, вимагання військовослужбовцем зброї, бойових припасів, вибухових або інших бойових речовин, засобів пересування, військової та спеціальної техніки чи іншого військового майна, а також заволодіння ними шляхом шахрайства або зловживання службовим становищем | Злочин вчинено високопосадовцем | Розмір предмета злочину або завданої ним шкоди ≥ 500 мінімальних заробітних плат |                                     |

## Контроль за діяльністю
Контроль за діяльністю Національного бюро здійснюється Комітетом ВРУ з питань антикорупційної політики.
Директор Національного бюро:
- інформує Президента, Верховну Раду та Кабінет Міністрів України з основних питань діяльності Національного бюро та його підрозділів, про виконання покладених завдань, додержання законодавства, прав і свобод осіб;
- щороку не пізніше 10 лютого та 10 серпня подає Президенту, Верховній Раді та Кабінету Міністрів України письмовий звіт про діяльність Національного бюро протягом попередніх шести місяців.

Щороку проводиться незалежна оцінка (аудит) ефективності діяльності НАБУ комісією зовнішнього контролю у складі трьох членів. Вперше ними стали:
- від КМУ — Буроменський Михайло Всеволодович (призначений 26 травня 2017)[20];
- від ВР — Василенко Володимир Андрійович (обраний 7 червня 2018)[21];
- від Президента — Жебрівський Павло Іванович (призначений 19 червня 2018)[22][КОНСТ 2]

З метою попередження, виявлення та розслідування правопорушень у діяльності працівників Національного бюро в його складі діють підрозділи внутрішнього контролю, що підпорядковуються безпосередньо Директорові Національного бюро. У разі виявлення інформації про можливе вчинення працівником Національного бюро кримінального правопорушення, підрозділ внутрішнього контролю негайно повідомляє про це Генерального прокурора України чи його заступника.
Для розгляду питань застосування дисциплінарних стягнень до працівників Національного бюро утворюється Дисциплінарна комісія у складі п'яти осіб.
Підрозділи внутрішнього контролю здійснюють моніторинг способу життя працівників Національного бюро з метою встановлення відповідності рівня життя працівника майну і доходам цього працівника та його членів сім'ї згідно з декларацією про майно, доходи, витрати та зобов'язання фінансового характеру. Національне бюро через засоби масової інформації, на своєму офіційному вебсайті та в інших формах регулярно інформує суспільство про свою діяльність.З метою забезпечення прозорості та цивільного контролю за діяльністю при Національному бюро утворюється Рада громадського контролю у складі 15 осіб, яка формується на засадах відкритого та прозорого конкурсу.
РГК в різний час очолювали Віталій Шабунін, Роман Маселко, Тетяна Локацька, Марк Савчук.
6 травня 2025 року комісія з проведення зовнішнього незалежного аудиту оцінила роботу Національного антикорупційного бюро України з березня 2023 до листопада 2024 як помірно ефективну.

## Структура

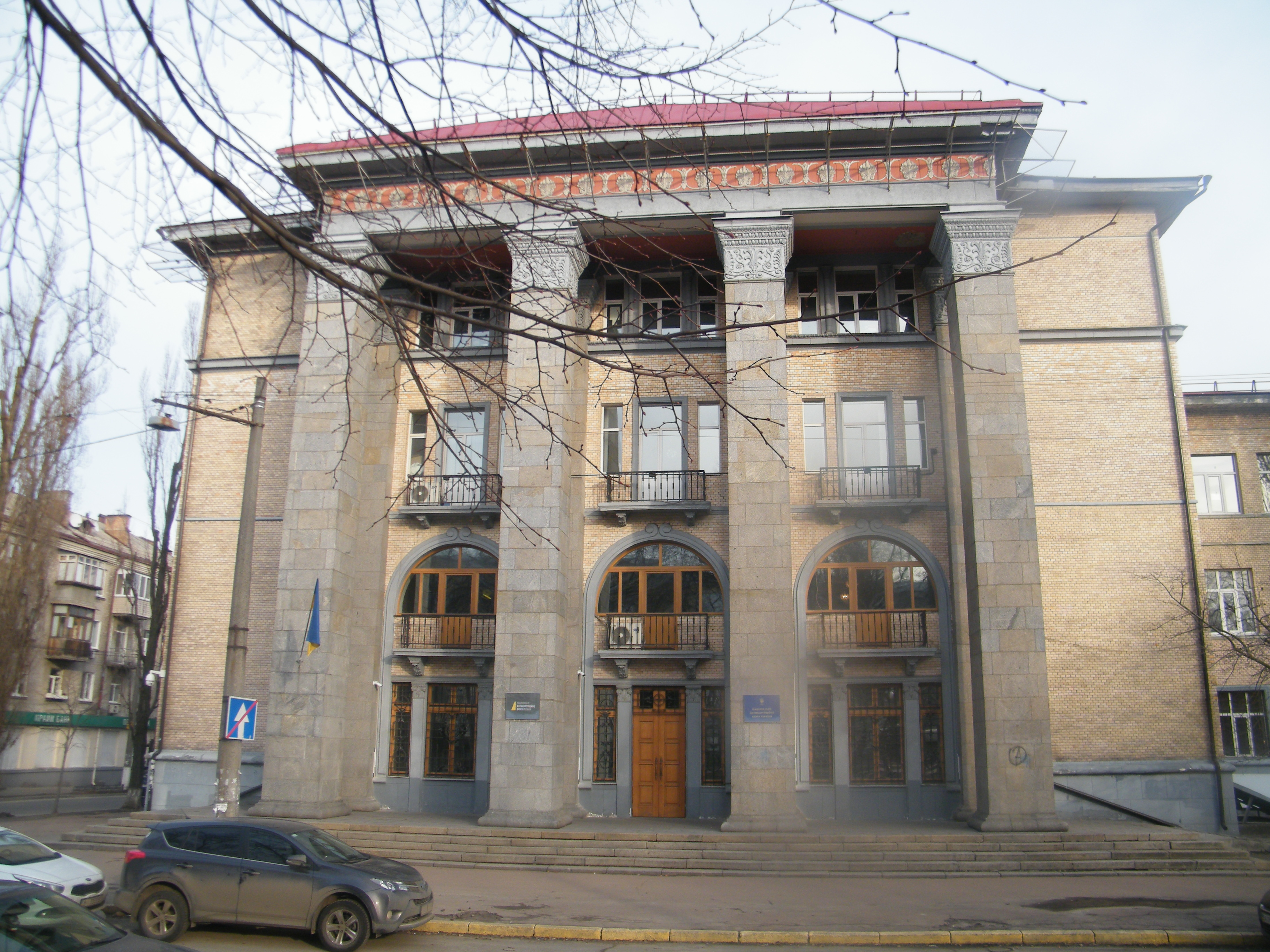
Вхід до Центрального управління

Національне бюро складається з центрального і територіальних управлінь.
Центральне управління НАБУ має наступну структуру:
1. Керівництво
2. Головний підрозділ детективів
3. Управління аналітики та обробки інформації
4. Управління бухгалтерського обліку та звітності
5. Управління інформаційних технологій
6. Управління забезпечення фінансовими ресурсами, майном та контролю за їх використанням
7. Юридичне управління
8. Управління комунікацій та зовнішніх зв'язків
9. Управління внутрішнього контролю
10. Управління спеціальних операцій
11. Відділ по роботі з персоналом
12. Відділ документообігу
13. Режимно-секретний відділ
14. Відділ забезпечення роботи Директора бюро
15. Сектор внутрішнього аудиту.

### Територіальні управління

Створені територіальні управління

Першою редакцію Закону були передбачені територіальні управління НАБУ у Львові, Хмельницькому, Миколаєві, Мелітополі, Полтаві, Краматорську, Києві. На даний час Законом визначено, що Директор утворює своїм рішенням не більше семи територіальних управлінь, а також додаткові — у разі необхідності.
10 грудня 2015 року Директор Національного бюро А. Ситник підписав наказ про створення перших територіальних управлінь: Львівського, компетенція якого поширюватиметься на Львівську, Волинську, Закарпатську, Чернівецьку, Тернопільську, Івано-Франківську, Рівненську, Хмельницьку області, та Одеського територіального управління, компетенція якого поширюватиметься на Одеську, Херсонську, Миколаївську, Кіровоградську області. Їхніх керівників призначено за результатом конкурсу 18 квітня 2016 року.
29 червня 2016 створено Харківське територіальне управління, яке поширюється на Харківську, Сумську, Дніпропетровську, Запорізьку області та територію проведення АТО: Луганську та Донецьку області.

Територіальні управління НАБУ
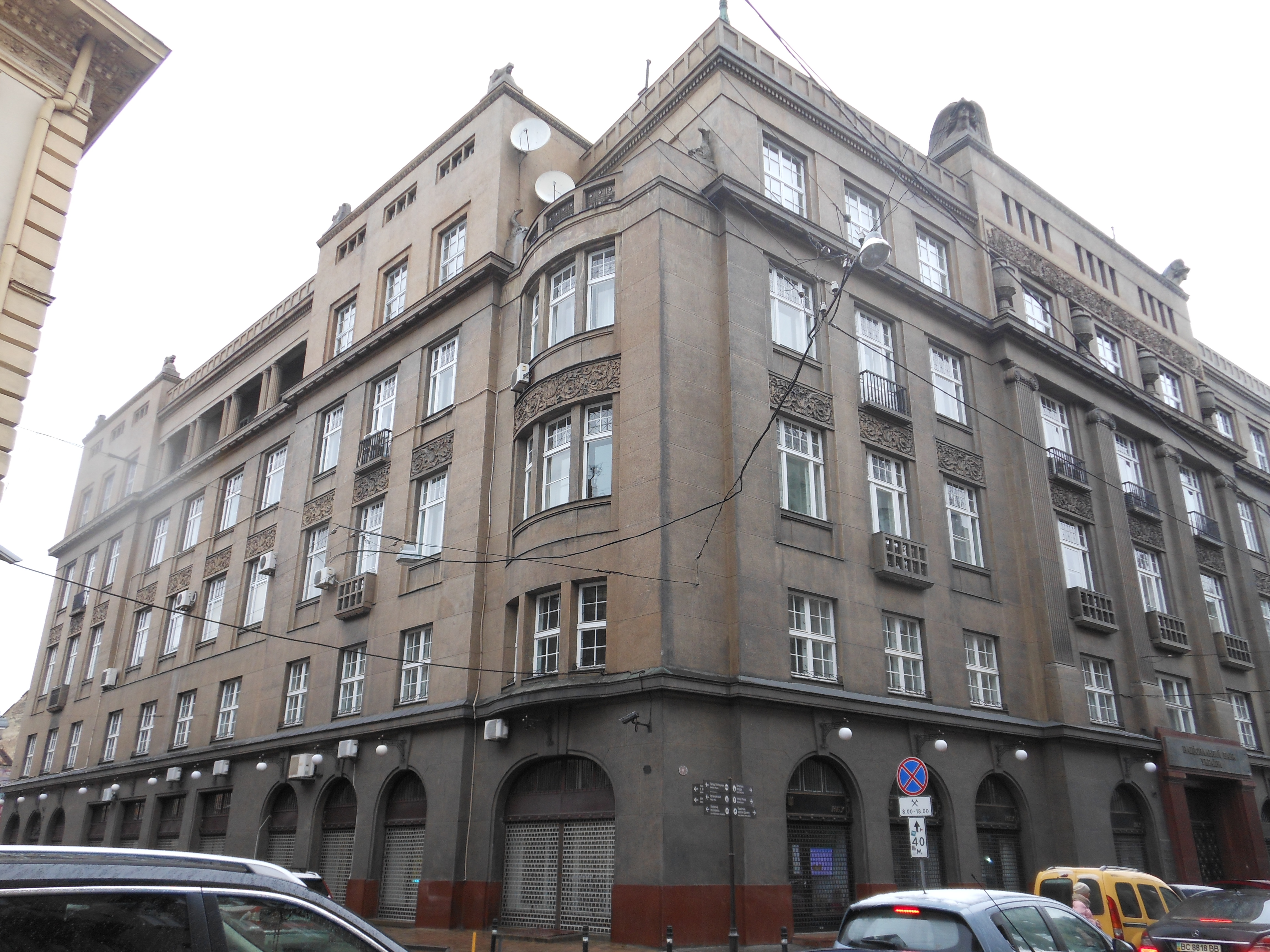
Львівське Офіційна сторінка Директор — Лопушанський Тарас Васильович
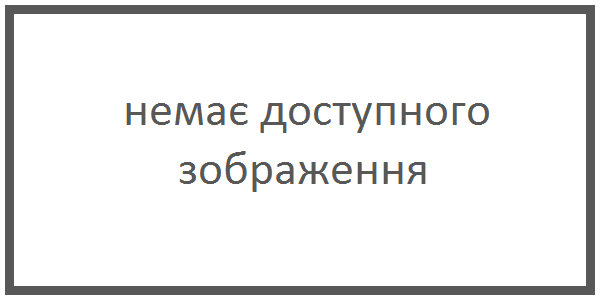
Одеське Офіційна сторінка Директор — Деулін Володимир Юрійович
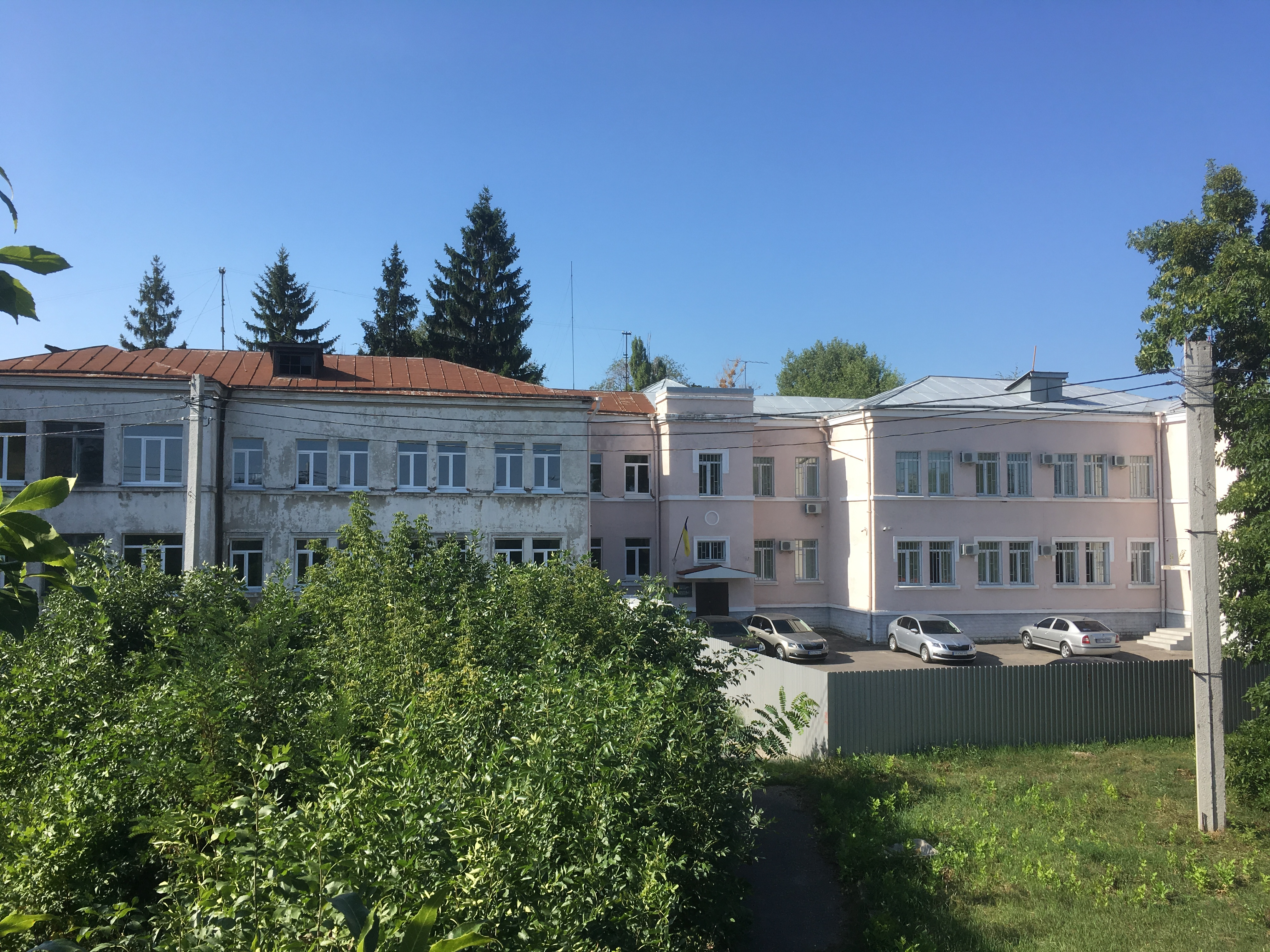
Харківське Офіційна сторінка Директор — Кравченко Юрій Олексійович

## Працівники
Гранична чисельність центрального та територіальних управлінь Національного бюро становить 1000 осіб, у тому числі не більше 750 осіб начальницького складу (ч. 6 ст. 5 Закону про НАБУ).

## Керівництво
Керівництво діяльністю Національного бюро здійснює його Директор, який призначається на посаду та звільняється з посади Кабінетом Міністрів України.
Серед підстав звільнення Директора законом, серед іншого визначені:
- невідповідність обмеженням щодо сумісництва та суміщення з іншими видами діяльності;
- невчасне подання декларації особи, уповноваженої на виконання функцій держави або місцевого самоврядування;
- наявності висновку Комісії з проведення зовнішньої незалежної оцінки про неефективність діяльності Національного бюро та неналежне виконання обов'язків його Директором;
- визнання його активів необґрунтованими та їх стягнення в дохід держави.

Директор призначається строком на сім років. Одна і та ж особа не може обіймати цю посаду два строки підряд.
Директори територіальних управлінь Національного бюро призначаються на посаду та звільняються з посади Директором Національного бюро.
Особам начальницького складу Національного бюро встановлюються такі спеціальні звання:
- середній начальницький склад:
  - лейтенант Національного антикорупційного бюро України;
  - старший лейтенант Національного антикорупційного бюро України;
  - капітан Національного антикорупційного бюро України;
- старший начальницький склад:
  - майор Національного антикорупційного бюро України;
  - підполковник Національного антикорупційного бюро України;
  - полковник Національного антикорупційного бюро України;

Особи начальницького складу складають присягу затвердженого змісту.
| Посада                                                                    | Хто обіймає                       | Відколи        |
| ------------------------------------------------------------------------- | --------------------------------- | -------------- |
| Директор                                                                  | Кривонос Семен Юрійович           | 6 березня 2023 |
| Перший заступник Директора                                                | Гюльмагомедов Денис Олександрович | 9 жовтня 2024  |
| Заступник Директора                                                       | Лисенко Поліна Олександрівна      | 25 квітня 2023 |
| Заступник Директора                                                       | Варварська Тетяна Володимирівна   | 15 травня 2015 |
| Заступник Директора з питань цифрового розвитку та цифрових трансформацій |                                   |                |

#### Порядок конкурсного відбору Директора
Кандидати на посаду Директора Національного бюро визначаються комісією відповідно до результатів відкритого конкурсного відбору.
До складу Конкурсної комісії входять:
- три особи, яких визначає Кабінет Міністрів України;
- три особи, яких визначає Кабінет Міністрів України на підставі пропозицій міжнародних та іноземних організацій, які надавали Україні міжнародну технічну допомогу у сфері запобігання і протидії корупції («міжнародні експерти»).

Рішення Конкурсної комісії вважається прийнятим, якщо за нього на засіданні Конкурсної комісії проголосувало не менше чотирьох її членів, у тому числі не менше двох міжнародних експертів.

### Інші працівники
На службу до Національного бюро приймаються на конкурсній, добровільній, контрактній основі громадяни України, які спроможні за своїми особистими, діловими та моральними якостями, віком, освітнім і професійним рівнем та станом здоров'я ефективно виконувати відповідні службові обов'язки. Призначення на посади у Національному бюро здійснюється виключно за результатами конкурсу.
В Бюро працюють як гласні, так і негласні працівники.
Оперативно-розшукову діяльність та досудове розслідування у кримінальних провадженнях, віднесених до підслідності Національного бюро, проводять старші детективи та детективи, які є державними службовцями. Деякі з детективів проходили навчання у британських експертів із фінансової розвідки і боротьби з корупцією та відмиванням коштів.

### Колишні директори НАБУ
| №    | ПІБ          | Початок повноважень | Закінчення повноважень | Портрет |
| ---- | ------------ | ------------------- | ---------------------- | ------- |
| 1    | Артем Ситник | 16 квітня 2015      | 16 квітня 2022         |         |
| в.о. | Гізо Углава  | 17 квітня 2022      | 6 березня 2023         |         |

## Виноски
1. ↑  Президентом України, повноваження якого припинено, народним депутатом України, Прем'єр-міністром України, членом Кабінету Міністрів України, першим заступником та заступником міністра, членом Національної ради України з питань телебачення і радіомовлення, Національної комісії, що здійснює державне регулювання у сфері ринків фінансових послуг, Національної комісії з цінних паперів та фондового ринку, Антимонопольного комітету України, Головою Державного комітету телебачення і радіомовлення України, Головою Фонду державного майна України, його першим заступником та заступником, членом Центральної виборчої комісії, Головою Національного банку України, його першим заступником та заступником, членом Ради Національного банку України, Секретарем Ради національної безпеки і оборони України, його першим заступником та заступником, Постійним Представником Президента України в Автономній Республіці Крим, його першим заступником та заступником, радником або помічником Президента України, Голови Верховної Ради України, Прем'єр-міністра України;
державним службовцем, посада якого належить до категорії «А»;
депутатом Верховної Ради Автономної Республіки Крим, депутатом обласної ради, міської ради міст Києва та Севастополя, посадовою особою місцевого самоврядування, посаду якої віднесено до першої та другої категорій посад;
суддею Конституційного Суду України, суддею суду загальної юрисдикції, народним засідателем або присяжним (під час виконання ними цих функцій), Головою, членами, дисциплінарними інспекторами Вищої кваліфікаційної комісії суддів України, Головою, заступником Голови, секретарем секції Вищої ради юстиції, іншим членом Вищої ради юстиції;
прокурорами органів прокуратури, зазначеними у пунктах 1 — 4, 5 — 11 частини першої статті 15 Закону України «Про прокуратуру»;
особою вищого начальницького складу, державної кримінально-виконавчої служби, органів та підрозділів цивільного захисту, вищого складу Національної поліції, посадовою особою митної служби, якій присвоєно спеціальне звання державного радника податкової та митної справи III рангу і вище, посадовою особою органів державної податкової служби, якій присвоєно спеціальне звання державного радника податкової та митної справи III рангу і вище;
військовослужбовцем вищого офіцерського складу Збройних Сил України, Служби безпеки України, Державної прикордонної служби України, Державної спеціальної служби транспорту, Національної гвардії України та інших військових формувань, утворених відповідно до законів України;
керівником суб'єкта великого підприємництва, у статутному капіталі якого частка державної або комунальної власності перевищує 50 відсотків.